# Coracias naevius
Coracias naevius là một loài chim trong họ Sả.

## Hình ảnh

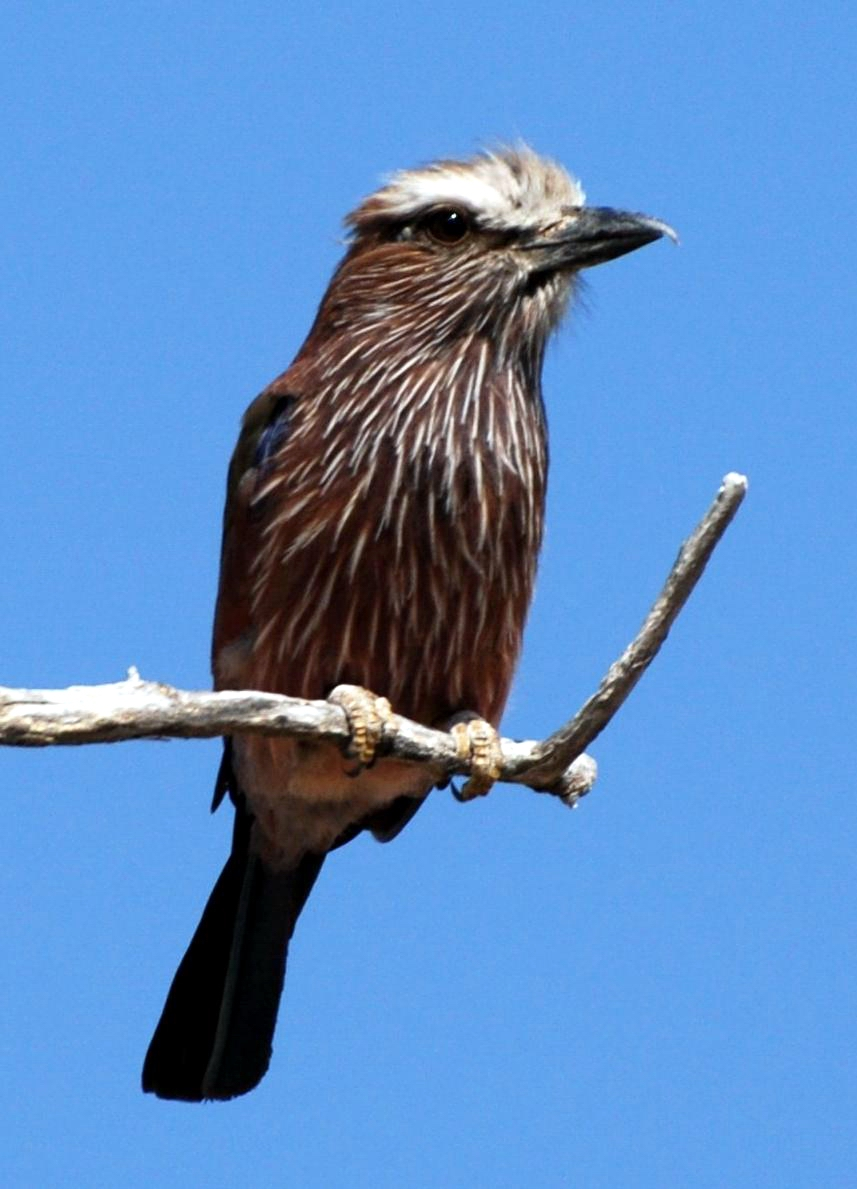
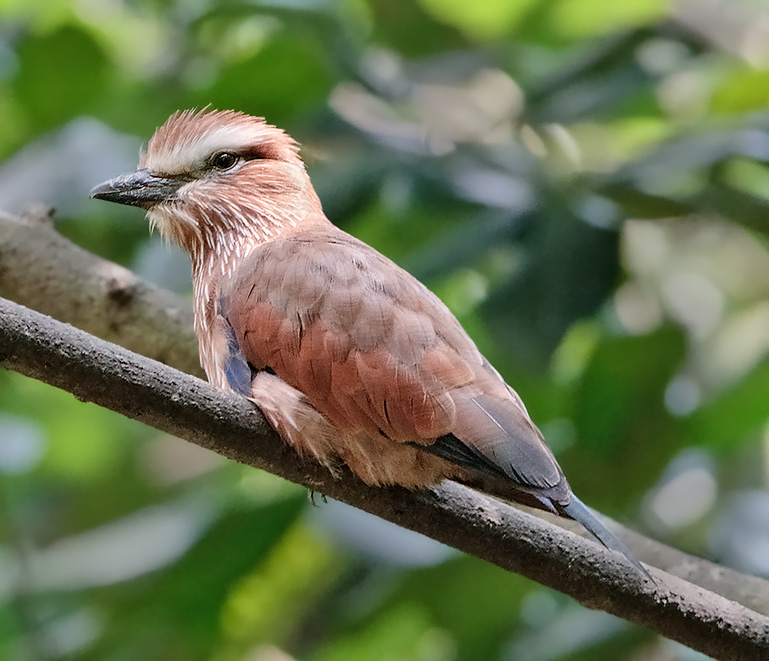
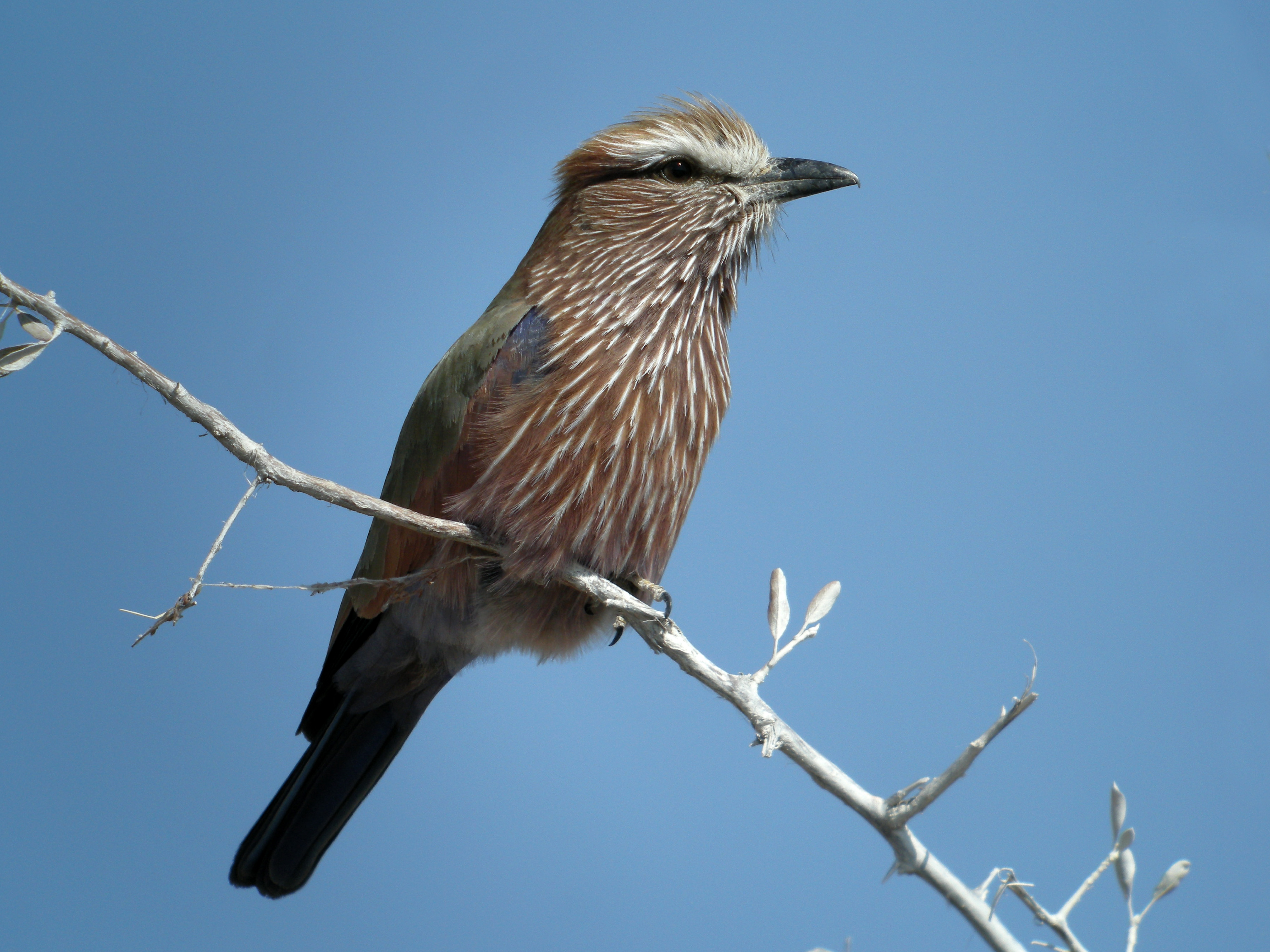
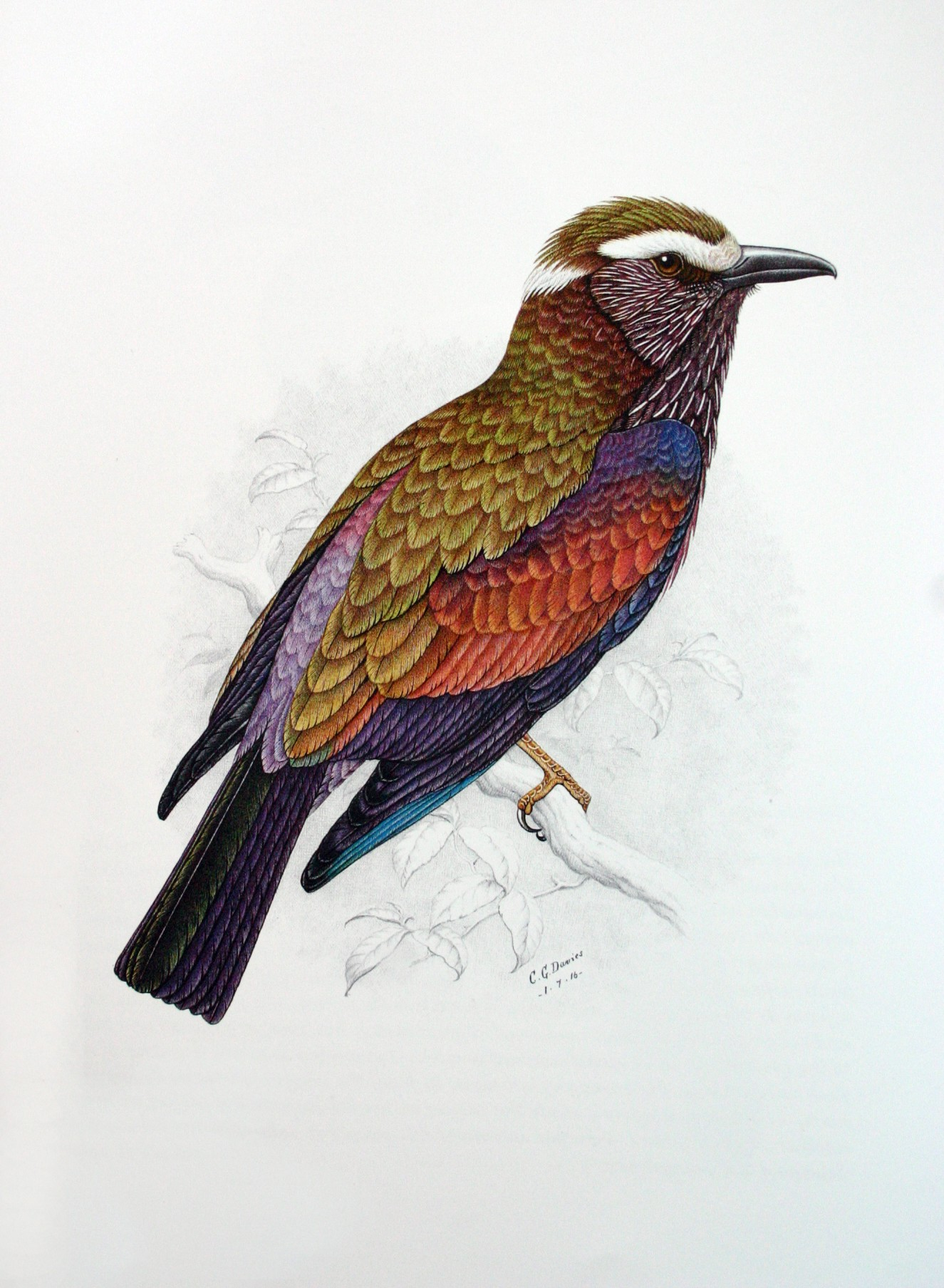